# Kýčerská hornatina
Kýčerská hornatina je geomorfologický podcelek Bílých Karpat. Leží v severní části pohoří a nejvyšším vrchem je Kýčera (828 m n. m.).

## Polohopis
Podcelek leží v nejsevernější části Bílých Karpat a západním okrajem lemuje slovensko - českou státní hranici.  V rámci pohoří sousedí na jihu s podcelkem Kobylináč, na východě odděluje Púchovská dolina s říčkou Biela voda Javorníky a jejich podcelky Nízké a Vysoké Javorníky . 